# Giacomo Grillo (trovatore)
Giacomo Grillo, o Jacopo Grillo, in occitano Jacme o Iacme Gril(s) (fl. 1244-1262), è stato un trovatore genovese attivo nella metà del XIII secolo.
Della sua opera ci restano due tenzones, una con Lanfranco Cigala e un'altra (frammentaria) con Simone Doria.
Si trovano menzionati molti "Giacomo Grillo" nei documenti del XIII secolo a Genova ed è difficile identificare in modo definitivo il trovatore in uno di essi. Cronologicamente, il Giacomo menzionato in un atto del 15 agosto 1281 non era probabilmente il trovatore. Vi sono un Giacomo Grillo di Andrea e un altro di Alberto, ma anche questi sono improbabili candidati. Il più verosimile è un giudice che appare in un atto del 4 giugno 1257 in merito ad una divisione di beni immobili dei margravi di Ponzone. È stato sicuramente un contemporaneo di Lanfranco. Probabilmente è lo stesso Giacomo incaricato di fornire alloggio a papa Innocenzo IV a Stella nel 1244 e appare in un atto del 7 marzo del 1247 nel Liber Jurium Januae. Fu inoltre uno degli eletti tra i quindici reggitori della città (rettori della città) nel 1262 (dopo il ritiro di Guglielmo Boccanegra) insieme a un altro trovatore, Luca Grimaldi
Anche se di lui si sa poco e i suoi componimenti poetici sopravvissuti sono piuttosto scarsi, Jacme era comunque un poeta stimato dai suoi contemporaranei genovesi. In una tenso con Simone Doria, Lanfranco allude alla professione giudiziaria di Jacme:
In una componimento poetico successivo, Lanfranco collega Jacme a Na Flors-de-lis (o Fiordiligi), un senhal (soprannome) per un'innominata donna genovese, che egli sottomette al giudizio di Jacme. Segne'n Iacme Grils, e.us deman, la tenso di Jacme con Simone Doria, viene modellata su una tra Sordello e Peire Guilhem de Tolosa ed è scritta nel tentativo di prendere in giro il primo. La tenso di Jacme con Lanfranco inizia con il verso Per o car vos fegnetz de sotilment entendre.